# منتخب بولندا لكرة القدم الأمريكية
منتخب بولندا لكرة القدم الأمريكية (بالبولندية: Reprezentacja Polski w futbolu amerykańskim mężczyzn)‏ هو ممثل بولندا الرسمي في المنافسات الدولية في كرة القدم الأمريكية . تأسس في 2012.